# Olza (rivier)
De Olza (Duits: Olsa, Tsjechisch: Olše) is een rivier in Polen en Tsjechië. Het is een zijrivier van de Oder met een lengte van 99 kilometer. De rivier ontspringt in de Silezische Beskiden in Polen. Bij Bohumín mondt de Olza uit in de Oder.
De rivier vormt op enkele plaatsen de grens tussen Polen en Tsjechië, onder andere bij de plaats Teschen. Deze situatie is ontstaan in 1919 na het uiteenvallen van Oostenrijk-Hongarije. In januari en februari 1919 voerden Polen en Tsjechoslowakije een korte oorlog om het gebied en pas in 1958 werd het grensverloop door een verdrag tussen beide landen definitief bepaald.